# Souzay-Champigny
Souzay-Champigny ist eine französische Gemeinde mit 691 Einwohnern (Stand 1. Januar 2022)  im Département Maine-et-Loire in der Region Pays de la Loire. Sie gehört zum Arrondissement Saumur und zum Kanton Saumur. Die Gemeinde liegt 6 km östlich von Saumur und besteht aus zwei Siedlungen, die etwa zwei Kilometer auseinanderliegen, Souzay und Champigny. Die Zusammenlegung der beiden Orte datiert aus dem Jahr 1930. Das Gemeindegebiet ist Bestandteil des Regionalen Naturparks Loire-Anjou-Touraine.

## Bevölkerungsentwicklung
- 1962: 431
- 1968: 475
- 1975: 531
- 1982: 571
- 1990: 640
- 1999: 678
- 2011: 771
- 2018: 755

## Sehenswürdigkeiten
- Château de Villeneuve
- Manoir de La Vignolle, auch "Château de Marguerite d’Anjou" genannt (ab 2. Hälfte des 15. Jahrhunderts): Margarete von Anjou, Tochter von René I. von Anjou und Witwe des englischen Königs Heinrich VI., starb hier am 25. August 1482

Siehe auch: Liste der Monuments historiques in Souzay-Champigny

## Weinbau
Die Rebflächen in der Gemeinde gehören zum Weinbaugebiet Anjou.

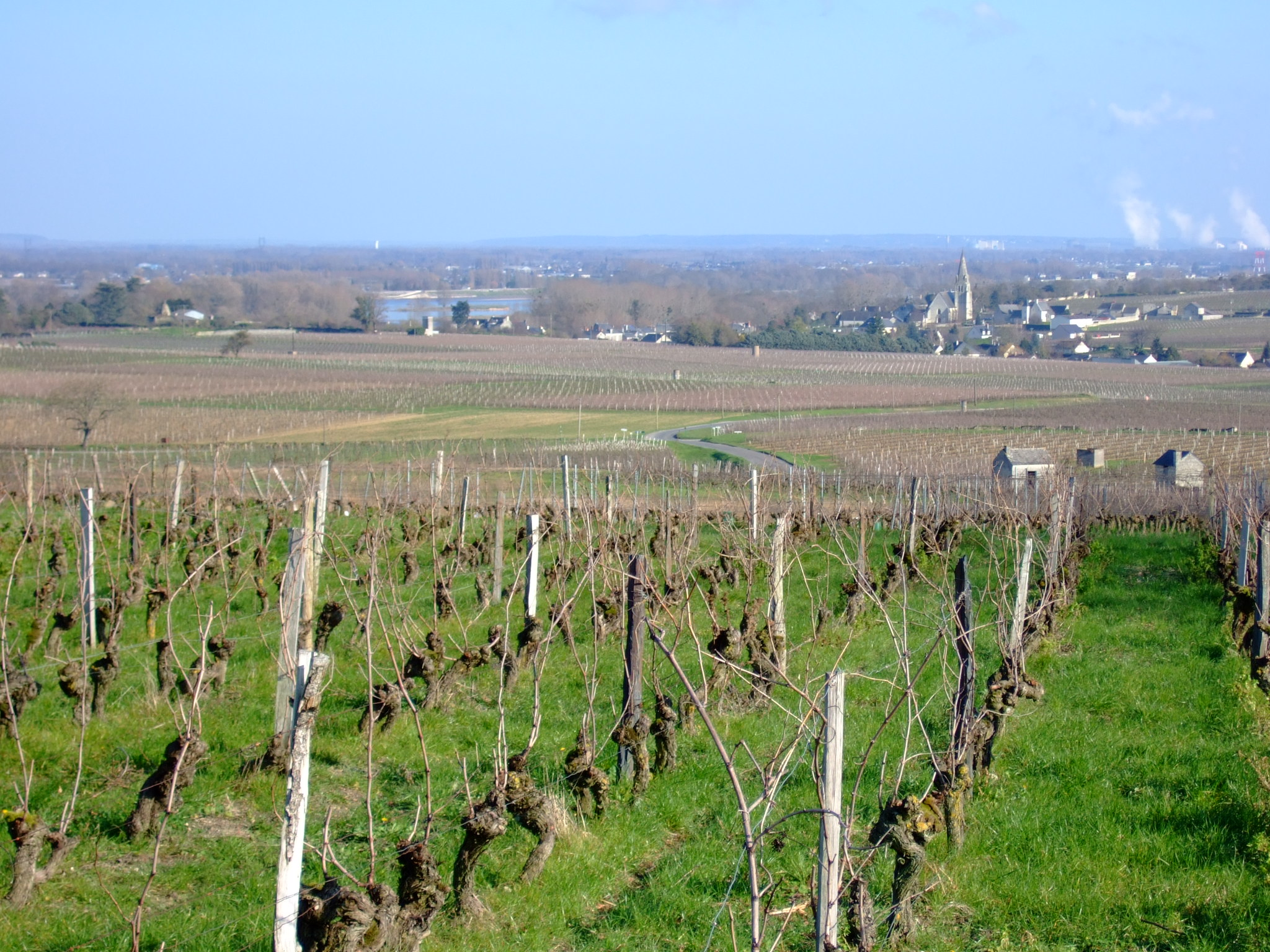
Weinberg in Souzay-Champigny